# Martin Penc
Martin Penc (Praga, 21 maggio 1957) è un ex pistard ceco, fino al 1992 cecoslovacco.

## Palmarès

### Olimpiadi
- 1 medaglia:
  - 1 bronzo (Mosca 1980 nell'inseguimento a squadre)

### Mondiali
- 3 medaglie:
  - 1 oro (Bassano del Grappa 1985 nella corsa a punti dilettanti)
  - 2 bronzi (Brno 1981 nell'inseguimento a squadre dilettanti; Lione 1989 nella corsa a punti professionisti)

### Giochi dell'Amicizia
- 1 medaglia:
  - 1 argento (Schleiz 1984 nella corsa a punti)